# Катастрофа Vickers Viscount под Уэксфордом
Катастрофа Vickers Viscount под Уэксфордом — крупная авиационная катастрофа, произошедшая 24 марта 1968 года. Авиалайнер Vickers Viscount 803 авиакомпании Aer Lingus выполнял регулярный рейс EI712 по маршруту Корк—Лондон, но через 26 минут после взлёта рухнул в пролив Святого Георга. Погибли все находившиеся на его борту 61 человек — 57 пассажиров и 4 члена экипажа.
В ходе поисково-спасательных работ были обнаружены лишь 14 тел погибших. Точная причина катастрофы так и не была установлена. Среди возможных причин рассматривались столкновение с птицами, попадание ракеты, столкновение с беспилотным летательным аппаратом и техническая неисправность.
На 2022 год является второй (по числу погибших) авиакатастрофой в истории Ирландии (на первом месте — катастрофа DC-6 в Шанноне, произошедшая 10 сентября 1961 года; 83 погибших).

## Самолёт
Vickers Viscount 803 (регистрационный номер EI-AOM, серийный 178) был выпущен в 1957 году (первый полёт совершил 18 октября). 22 октября того же года был передан авиакомпании KLM, в которой получил бортовой номер PH-VIG и имя Sir Charles Kingsford Smith. 3 ноября 1966 года был взят в лизинг авиакомпанией Aer Lingus (в ней получил б/н EI-AOM и имя St. Phelim), 18 февраля 1967 года был выкуплен авиакомпанией. Оснащён четырьмя турбовинтовым двигателями Rolls-Royce Dart 510A. На день катастрофы совершил 16 923 цикла «взлёт-посадка» и налетал 18 806 часов.

## Экипаж
Состав экипажа рейса EI712 был таким:
- Командир воздушного судна (КВС) — 35-летний Бернард О'Бирн (англ. Bernard O'Beirne). Опытный пилот, проходил службу в Воздушном корпусе Ирландии (с 1953 по 1956 годы). В авиакомпании Air Lingus проработал 12 лет (с марта 1956 года). Управлял самолётами Douglas DC-3, F-27, Boeing 707 и Boeing 720. Имел квалификацию штурмана. Налетал 6683 часа, 1679 из них на Vickers Viscount[4][5].
- Второй пилот — 22-летний Пол Хеффернан (англ. Paul Heffernan). Малоопытный пилот, в авиакомпанию Aer Lingus устроился в 1966 году (проработал в ней 2 года) на должность второго пилота Vickers Viscount. Налетал 1139 часов, свыше 900 из них на Vickers Viscount[5].

В салоне самолёта работали две стюардессы — Энн Келли (англ. Ann Kelly) и Мэри Кофлан (англ. Mary Coughlan):

## Хронология событий
Рейс EI712 вылетел из Корка в 10:32 WET и взял курс на Лондон, на его борту находились 4 члена экипажа и 57 пассажиров. Полёт проходил нормально, но в 10:58 пилоты связались с авиадиспетчером и передали: «Двенадцать тысяч футов, быстро снижаемся в штопоре (англ. Twelve thousand feet, descending spinning rapidly)». В дальнейшем экипаж не связывался с диспетчерами, и УВД Лондона сообщило УВД Шаннона, что они потеряли связь с рейсом EI712. УВД запросило пилотов другого лайнера той же Aer Lingus (рейс EI362 Дублин—Бристоль) провести визуальный поиск рейса EI712, но поиск ничего не дал. В 11:25 была объявлена тревога.
К 12:36 поступило сообщение об обломках, замеченных в точке координат 51°57' N и 06°10' W, но вылетевший туда поисковый самолёт ничего не обнаружил. Поиски были возобновлены на следующий день. В итоге обломки рейса EI712 и тела погибших были обнаружены в проливе Святого Георга в 3,1 километрах к северо-востоку от скалы Тускар.
В течение следующих нескольких дней было найдено 13 тел, позже было найдено ещё одно. Основные обломки лайнера были обнаружены на дне пролива Святого Георга на глубине около 71 метра.

## Расследование
Расследование причин катастрофы рейса EI712 проводил Отдел по расследованию авиационных происшествий.
Окончательный отчёт расследования был опубликован в 1970 году. Ещё одно расследование причин катастрофы проводилось с 1998 по 2000 годы, его окончательный отчёт был опубликован в 2002 году.

### Версии причин катастрофы
Точная причина катастрофы так и не была установлена. 
Из нескольких опубликованных отчётов о возможных причинах авиакатастрофы было предложено несколько причин. Они включали столкновение с птицами, коррозию или аналогичное разрушение конструкции, а также столкновение с целевым беспилотником или ракетой.
Несколько свидетелей выступили в поддержку теории о попадании ракеты. К ним относится член экипажа британского корабля HMS Penelope, который утверждал, что часть найденных обломков была вывезена в Великобританию.

## Память
В августе 2006 года в центре деревни Баллигири был открыт мемориальный парк в память о жертвах катастрофы. Он был организован местной природоохранной группой Rosslare Harbour/Kilrane. Стоимость проекта составила €90 000. €40 000 вложила Rosslare Harbour/Kilrane, ещё две суммы по €25 000 были получены от Организации по развитию сельских районов Уэксфорда и Совета округа Уэксфорд.

### Комментарии
1. ↑  Около 3650 метров